# Heinz Brzoska
Heinz Brzoska (* 12. Januar 1942 in Kattowitz; † 4. September 2015 in Ludwigshafen am Rhein) war ein deutscher Maler und Grafiker, der vor allem in der Pfalz ausstellte und in Rhodt unter Rietburg lebte und arbeitete.

## Leben
Brzoska besuchte von 1955 bis 1958 das Lyzeum für Bildende Künste in Kattowitz und siedelte dann in die Bundesrepublik Deutschland um. In Köln besuchte er von 1961 bis 1966 die Kölner Werkschulen. Insbesondere war er Schüler von Otto Gerster. Nach Abschluss seines Studiums war er in Rhodt als freischaffender Künstler tätig. Er stellte mehrfach in regionalen Galerien aus.

## Ausstellungen (Auswahl)
- 7. bis 28. Januar 2007 „Retrospektive zum 65. Geburtstag“ im Herrenhof Mußbach[3][4]
- 2000 bis 2012 Gemeinschaftsausstellungen in der Galerie Neumühle, Edenkoben, Edenkoben[5]
- Oktober bis 31. Dezember 2013 Gemeinschaftsausstellung der Galerie Steinweg auf Schloss Burg[6]
- 6. bis 25. Juli 2014 Durlacher Hof, Rhodt[7]